# Lista das 100 Mulheres (BBC) do ano de 2018
A lista das 100 Mulheres (BBC) do ano de 2018 premiou 100 mulheres por serem inspiradoras e influentes em diversas áreas. A série examina o papel das mulheres no século XXI e inclui eventos em Londres, no México e no Brasil. Assim que a lista é divulgada, é o começo do que é descrito pelo projeto como a "temporada das mulheres da BBC", com duração de três semanas, que inclui a transmissão, relatórios online, debates e criação de conteúdo jornalístico sobre o tópico das mulheres. A lista 100 Mulheres (BBC) é publicada anualmente desde 2013.
Nesta lista encontra-se Abisoye Ajayi-Akinfolarin, empreendedora social nigeriana. Abisoye é fundadora e CEO da Pearls Africa Youth Foundation, organização sem fins lucrativos que foca na educação de meninas e mulheres em comunidades carentes por meio do acesso à proficiência em tecnologia e orientação para a independência financeira. Abisoye tem anos de experiência em tecnologia da informação, programação de computadores e análise de dados.

| Imagem | Nome                                  | Nacionalidade                | Descrição | Referências |
| ------ | ------------------------------------- | ---------------------------- | --- | ----------- |
|        | Abisoye Ajayi-Akinfolarin             | Nigéria                      | ativista nigeriana |             |
|        | Alina Anisimova                       | Quirguistão                  | estudante de programação na Kyrgyz Girls' Space School                                                                                  |             |
|        | Amina J. Mohammed                     | Nigéria                      | diplomata e política nigeriana, vice-secretária-geral da ONU                                                                            |             |
|        | Ana Graciela Sagastume Lopez          | El Salvador                  | Procuradora Especial da Mulher e do Feminicídio                                                                                         |             |
|        | Analia Bortz                          | Argentina                    | rabina latino-americana |             |
|        | Arlette Contreras                     | Peru                         | advogada peruana |             |
|        | Asha de Vos                           | Sri Lanka                    | bióloga do Sri Lanka |             |
|        | Barbara Burton                        | Reino Unido                  | fundadora e CEO da Bhastbras |             |
|        | Becki Meakin                          | Reino Unido                  | gerente geral da Shaping Our Lives, defensora das pessoas com deficiência                                                               |             |
|        | Bola Tinubu                           | Nigéria                      | advogada e fundadora de uma linha de ajuda às crianças na Nigéria                                                                       |             |
|        | Boushra Almutawakel                   | Iémen                        | fotógrafa iemenita |             |
|        | Brigitte Sossou Perenyi               | Gana                         | produtora de documentário ganense |             |
|        | Chelsea Clinton                       | Estados Unidos               | filha de Bill e Hillary Clinton |             |
|        | Chidera Eggerue                       | Reino Unido                  | blogueira, autora e ativista por trás do movimento de mídia social #saggyboobsmatter                                                    |             |
|        | Claudia Sheinbaum                     | México                       | académica, cientista e política mexicana, 66ª presidente do México                                                                      |             |
|        | Dima Nashawi                          | Síria                        | palhaça síria |             |
|        | Donna Strickland                      | Canadá                       | física canadiana |             |
|        | Elena Gorolová                        | Chéquia                      | ativista de direitos humanos tcheca |             |
|        | Ellen Tejle                           | Suécia                       | feminista sueca |             |
|        | Errollyn Wallen                       | Belize                       | compositora britânica, nascida em Belize                                                                                                |             |
|        | Esra'a Al Shafei                      | Bahrein                      | ativista do Bahrein |             |
|        | Fabiola Gianotti                      | Itália                       | física italiana |             |
|        | Fatma Samoura                         | Senegal                      | diplomata senegalesa |             |
|        | Fealofani Bruun                       | Samoa                        | Navegadora polinésia |             |
|        | Frances Arnold                        | Estados Unidos               | cientista e engenheira americana ganhadora do prêmio Nobel                                                                              |             |
|        | G.E.M.                                | China                        | Cantor de hong kong |             |
|        | Gabriella Di Laccio                   | Itália Brasil                | cantora de ópera brasileira |             |
|        | Gladys West                           | Estados Unidos               | Matemática americana conhecida por suas contribuições para sistemas de posicionamento global                                            |             |
|        | Haven Shepherd                        | Vietname                     | Atleta paralímpica vietnamita-americana                                                                                                 |             |
|        | Hayat Sindi                           | Arábia Saudita               | investigadora saudita |             |
|        | Helen Taylor Thompson                 | Reino Unido                  | trabalhadora humanitária britânica que fundou um hospital de AIDS                                                                       |             |
|        | Helena Ndume                          | Namíbia                      | médica |             |
|        | Hindou Oumarou Ibrahim                | Chade                        | ativista ambiental e geógrafa |             |
|        | Isabel Allende                        | Estados Unidos Chile         | escritora chilena |             |
|        | Jacqueline Straub                     | Suíça                        | jornalista suíça |             |
|        | Jameela Jamil                         | Reino Unido                  | atriz, apresentadora e modelo britânica                                                                                                 |             |
|        | Janet Harbick                         | Canadá                       | barriga de aluguel altruísta |             |
|        | Jenny Davidson                        | Estados Unidos               | ativista e criadora de um abrigo para sobreviventes de violência doméstica, agressão sexual e tráfico de pessoas                        |             |
|        | Jessica Hayes                         | Estados Unidos               | professora de teologia e virgem consagrada                                                                                              |             |
|        | Jing Zhao                             | China                        | Administra uma rede online que ajuda as mulheres a aprender e discutir seus corpos e desejos sexuais.                                   |             |
|        | Joey Mead                             | Austrália                    | modelo australiana |             |
|        | Joseline Esteffanía Velásquez Morales | Guatemala                    | ativista guatemalteca |             |
|        | Joy Buolamwini                        | Canadá                       | cientista da computação americana e ativista digital                                                                                    |             |
|        | Judith Balcazar                       | Reino Unido                  | designer de moda e co-fundadora da Giggle Knickers                                                                                      |             |
|        | Julia Gillard                         | Austrália                    | política australiana, ex-primeira-ministra da Austrália                                                                                 |             |
|        | Juliet Sargeant                       | Reino Unido Tanzânia         | designer de jardim |             |
|        | Kanpassorn Suriyasangpetch            | Tailândia                    | Fundadora do aplicativo de bem-estar mental para pessoas na Tailândia                                                                   |             |
|        | Kelly O'Dwyer                         | Austrália                    | política australiana |             |
|        | Kirsty McGurrell                      | Reino Unido                  | coordenadora de caridade de 4louis, fornecendo caixas de memória para pais enlutados de bebês natimortos                                |             |
|        | Krishna Kumari Kolhi                  | Paquistão                    | política paquistanesa |             |
|        | Lao Khang                             | Laos                         | jogadora de rugby e treinadora |             |
|        | Larisa Mikhaltsova                    | Ucrânia                      | professora de Música de Acordeão que se tornou modelo aos 63 anos                                                                       |             |
|        | Leyla Belyalova                       | Uzbequistão                  | académica usbeque |             |
|        | Lisa McGee                            | Reino Unido                  | Roteirista e dramaturga da Irlanda do Norte                                                                                             |             |
|        | Liz Johnson                           | Reino Unido                  | nadadora paraolímpica |             |
|        | Lizt Alfonso                          | Cuba                         | fundadora de uma companhia de dança cubana                                                                                              |             |
|        | Luo Yang                              | China                        | fotógrafa chinesa |             |
|        | Mamitu Gashe                          | Etiópia                      | cirurgião de fístula na Etiópia |             |
|        | Maral Yazarloo                        | Irão                         | Detentora do recorde mundial de motociclismo e designer de moda nascida no Irã                                                          |             |
|        | Marie Laguerre                        | França                       | engenheira Civil e estudante de arquitetura, que desenvolveu plataforma onde as mulheres podem compartilhar histórias de assédio de rua |             |
|        | María Corina Machado                  | Venezuela                    | engenheira industrial, professora e política venezuelana                                                                                |             |
|        | Meena Gayen                           | Índia                        | proprietária de empresa na Índia |             |
|        | Mitra Farazandeh                      | Irão                         | artista iraniana |             |
|        | Nanaia Mahuta                         | Nova Zelândia                | política neozelandesa |             |
|        | Nargis Taraki                         | Afeganistão                  | ativista afegã |             |
|        | Nenney Shushaidah Binti Shamsuddin    | Malásia                      | advogada da Malásia e juiza do Supremo Tribunal                                                                                         |             |
|        | Nicole Evans                          | Nova Zelândia                | ativista apoiando mulheres com menopausa precoce                                                                                        |             |
|        | Nimco Ali                             | Somália                      | ativista somali contra a mutilação genital feminina                                                                                     |             |
|        | Noma Dumezweni                        | Reino Unido África do Sul    | actriz británica |             |
|        | Nujeen Mustafa                        | Síria                        | refugiada síria e ativista dos direitos das pessoas com deficiência                                                                     |             |
|        | Olivette Otele                        | França                       | historiadora |             |
|        | Ophelia Pastrana                      | México Colômbia              | Youtuber colombiana-mexicana |             |
|        | Park Soo-yeon                         | Coreia do Sul                | ativista para impedir que câmeras espiãs ilegais sejam instaladas em banheiros femininos na Coreia do Sul                               |             |
|        | Raghda Ezzeldin                       | Egito                        | mergulhadora egípcia |             |
|        | Rahibai Soma Popere                   | Índia                        | fazendeira indiana, agricultora e conservacionista                                                                                      |             |
|        | Randi Griffin                         | Estados Unidos Coreia do Sul | jogadora de hóquei no gelo e cientista de dados                                                                                         |             |
|        | Raneen Bukhari                        | Arábia Saudita               | curadora, gerente de galeria e desenvolvedora de negócios                                                                               |             |
|        | Reyhan Jamalova                       | Azerbaijão                   | empreendedora, fundadora e CEO da Rainenergy, empresa que coleta energia da água da chuva                                               |             |
|        | Robin Morgan                          | Estados Unidos               | atriz americana |             |
|        | Ruth Medufia                          | Gana                         | soldadora ganense |             |
|        | Safiya Wazir                          | Estados Unidos Afeganistão   | política afegã |             |
|        | Sakdiyah Ma'ruf                       | Indonésia                    | Comediante de stand-up indonésia |             |
|        | Sam Ross                              | Reino Unido                  | defensora de pessoas com síndrome de Down                                                                                               |             |
|        | Setsuko Takamizawa                    | Japão                        | Aos 91 anos aprendeu inglês para ajudar os turistas nos Jogos olímpicas de Tóquio em 2020                                               |             |
|        | Shaparak Shajarizadeh                 | Irão                         | ativista iraniana |             |
|        | Shrouk El-Attar                       | Egito                        | ativista egípcia LGBTQI e engenheira de design                                                                                          |             |
|        | Sima Sarkar                           | Bangladesh                   | Sima precisou levar o filho deficiente de 18 anos para um exame e a foto viralizou nas redes sociais.                                   |             |
|        | Stacey Cunningham                     | Estados Unidos               | 67º Presidente da Bolsa de Valores de Nova York                                                                                         |             |
|        | Svetlana Alekseeva                    | Rússia                       | modelo russa |             |
|        | Tamara Cheremnova                     | Rússia União Soviética       | autora russa do "Storyteller of Sibéria"                                                                                                |             |
|        | Tashi Zangmo                          | Butão                        | ativista butanesa |             |
|        | Thando Hopa                           | África do Sul                | Modelo sul-africana, ativista e advogada                                                                                                |             |
|        | Uma Devi Badi                         | Nepal                        | ativista de direitos humanos e líder do movimento Badi                                                                                  |             |
|        | Valentina Quintero                    | Venezuela                    | jornalista venezuelana |             |
|        | Veasna Chea Leth                      | Camboja                      | advogada |             |
|        | Vicky Phelan                          | República da Irlanda         | advogada irlandesa |             |
|        | Viji Penkoottu                        | Índia                        | ativista indiana pela reforma trabalhista                                                                                               |             |
|        | Xiomara Diaz                          | Nicarágua                    | empreendedora, dona de restaurante e fundadora de caridade na Nicarágua                                                                 |             |
|        | Yanar Mohammed                        | Canadá Iraque                | feminista iraquiana |             |
|        | Yuki Okoda                            | Japão                        | astrônoma japonesa |             |

∑ 100 items.